# Copa do Nordeste 2021
La Copa do Nordeste 2021 è stata la 18ª edizione della Copa do Nordeste.

## Formato
La competizione, preceduta da un torneo preliminare denominato Pré-Copa do Nordeste che determina le ultime 4 squadre qualificate in aggiunta alle 12 iniziali, si divide in due fasi:
- Nella prima fase le squadre sono suddivise in due gironi da 8 squadre con match di sola andata, al termine dei quali le prime 4 di ciascun gruppo accedono alla fase successiva. Le squadre affrontano avversarie appartenenti all'altro girone.
- Nella seconda fase le 8 squadre qualificate si affrontano in un tabellone a eliminazione diretta con scontro unico ad eccezione della finale in doppia gara. In caso di parità al termine dei tempi regolamentari si procede con i tiri di rigore.

La vincente del torneo, ottiene un posto per il terzo turno di Coppa del Brasile 2022.

## Partecipanti

### Ammesse alla Pré-Copa do Nordeste
I club meglio piazzati nel ranking federale 2020 degli stati di Alagoas, Maranhão, Paraíba, Pernambuco, Piauí, Rio Grande do Norte e Sergipe che non hanno ottenuto l'accesso alla fase finale della Copa do Nordeste, si affrontano per giocarsi l'accesso alla fase finale.
Per quanto riguarda gli stati di Bahia e Pernambuco, avendo di diritto un posto in più nella fase a gironi rispetto agli altri stati, il posto in Pré-Copa spetta alla seconda classificata del ranking federale, esclusa la vincitrice del campionato statale.
| Stato               | Squadra (Città)                     |
| ------------------- | ----------------------------------- |
| Alagoas             | CSA (Maceió)                        |
| Bahia               | Atlético de Alagoinhas (Alagoinhas) |
| Maranhão            | Moto Club (São Luís)                |
| Paraíba             | Botafogo-PB (João Pessoa)           |
| Pernambuco          | Santa Cruz (Recife)                 |
| Piauí               | Altos (Altos)                       |
| Rio Grande do Norte | Globo (Ceará-Mirim)                 |
| Sergipe             | Itabaiana (Itabaiana)               |

### Ammesse alla fase a gironi
Partono dalla fase a gironi di Copa do Nordeste le squadre vincitrici del campionato statale dell'anno precedente, più le migliori classificate nel ranking federale degli stati di Bahia, Ceará e Pernambuco.
| Stato               | Squadra (Città)           | Motivo qualificazione                      |
| ------------------- | ------------------------- | ------------------------------------------ |
| Alagoas             | CRB (Maceió)              | Vincitore del Campionato Alagoano 2020     |
| Bahia               | Bahia (Salvador)          | Vincitore del Campionato Baiano 2020       |
| Bahia               | Vitória (Salvador)        | 17º nel ranking CBF                        |
| Ceará               | Fortaleza (Fortaleza)     | Vincitore del Campionato Cearense 2020     |
| Ceará               | Ceará (Fortaleza)         | 19º nel ranking CBF                        |
| Maranhão            | Sampaio Corrêa (São Luís) | Vincitore del Campionato Maranhense 2020   |
| Paraíba             | Treze (Campina Grande)    | Vincitore del Campionato Paraibano 2020    |
| Pernambuco          | Salgueiro (Salgueiro)     | Vincitore del Campionato Pernambucano 2020 |
| Pernambuco          | Sport Recife (Recife)     | 16º nel ranking CBF                        |
| Piauí               | 4 de Julho (Piripiri)     | Vincitore del Campionato Piauiense 2020    |
| Rio Grande do Norte | ABC (Natal)               | Vincitore del Campionato Potiguar 2020     |
| Sergipe             | Confiança (Aracaju)       | Vincitore del Campionato Sergipano 2020    |

## Pré-Copa do Nordeste

### Sorteggio
I sorteggi sono avvenuti il 4 novembre 2020 nella sede centrale della CBF a Rio de Janeiro. Le 8 squadre sono state divise in due urne a seconda del Ranking CBF e si affrontano in sfide di andata e ritorno, con eventuali tiri di rigore in caso di parità.
| Urna A                                               | Urna B                                                                       |
| ---------------------------------------------------- | ---------------------------------------------------------------------------- |
| CSA (30) Santa Cruz (34) Botafogo-PB (47) Globo (59) | Moto Club (65) Altos (71) Itabaiana (72) Atlético de Alagoinhas (no ranking) |

### Partite
| Squadra 1              | Totale | Squadra 2   | Andata | Ritorno |
| ---------------------- | ------ | ----------- | ------ | ------- |
| Itabaiana              | 2 – 4  | Santa Cruz  | 2 – 2  | 0 – 2   |
| Moto Club              | 0 – 2  | CSA         | 0 – 0  | 0 – 2   |
| Atlético de Alagoinhas | 1 – 4  | Botafogo-PB | 1 – 1  | 1 – 3   |
| Altos                  | 2 – 1  | Globo       | 2 – 0  | 0 – 1   |

## Fase a gironi

### Sorteggio
Il sorteggio della fase a gironi si è tenuto il 4 febbraio 2021 nella sede centrale della CBF a Rio de Janeiro. Le squadre sono state suddivise in quattro urne in base al loro ranking CBF e sorteggiate in due gironi, evitando scontri diretti fra club dello stesso stato.
| Urna A                                               | Urna B                                           | Urna C                                                       | Urna D                                                       |
| ---------------------------------------------------- | ------------------------------------------------ | ------------------------------------------------------------ | ------------------------------------------------------------ |
| Bahia (10) Sport Recife (16) Vitória (17) Ceará (19) | Fortaleza (23) CSA (30) CRB (32) Santa Cruz (34) | Sampaio Corrêa (35) ABC (45) Botafogo-PB (47) Confiança (52) | Salgueiro (57) Altos (71) Treze (73) 4 de Julho (no ranking) |

### Girone A
| Squadra        | Pt | G | V | N | P | GF | GS | DG  |
| -------------- | -- | - | - | - | - | -- | -- | --- |
| Ceará          | 16 | 8 | 4 | 4 | 0 | 14 | 3  | +11 |
| Bahia          | 13 | 8 | 3 | 4 | 1 | 16 | 9  | +7  |
| CRB            | 13 | 8 | 3 | 4 | 1 | 10 | 6  | +4  |
| Sampaio Corrêa | 11 | 8 | 2 | 5 | 1 | 8  | 8  | 0   |
| Treze          | 9  | 8 | 2 | 3 | 3 | 7  | 10 | -3  |
| Confiança      | 8  | 8 | 1 | 5 | 2 | 5  | 6  | -1  |
| 4 de Julho     | 8  | 8 | 1 | 5 | 2 | 8  | 10 | -2  |
| Santa Cruz     | 3  | 8 | 1 | 0 | 7 | 3  | 11 | -8  |

### Girone B
| Squadra      | Pt | G | V | N | P | GF | GS | DG  |
| ------------ | -- | - | - | - | - | -- | -- | --- |
| Fortaleza    | 17 | 8 | 5 | 2 | 1 | 9  | 4  | +5  |
| Vitória      | 13 | 8 | 3 | 4 | 1 | 10 | 7  | +3  |
| Altos        | 11 | 8 | 3 | 2 | 3 | 7  | 9  | -2  |
| CSA          | 11 | 8 | 2 | 5 | 1 | 10 | 9  | +1  |
| ABC          | 10 | 8 | 2 | 4 | 2 | 9  | 9  | 0   |
| Salgueiro    | 8  | 8 | 2 | 2 | 4 | 7  | 11 | -4  |
| Botafogo-PB  | 8  | 8 | 1 | 5 | 2 | 5  | 6  | -1  |
| Sport Recife | 6  | 8 | 1 | 3 | 4 | 6  | 16 | -10 |

## Fase finale
|  | Quarti di finale | Quarti di finale | Quarti di finale |  |  | Semifinali | Semifinali  | Semifinali |       |   | Finale | Finale      | Finale | Finale | Finale |  |
|  |                  |                  |                  |  |  |            |             |            |       |   |        |             |        |        |        |  |
|  | 1B               | Fortaleza        | 2                |  |  |            |             |            |       |   |        |             |        |        |        |  |
|  | 4B               | CSA              | 1                |  |  | 1B         | Fortaleza   | 0 (2)      |       |   |        |             |        |        |        |  |
|  | 2A               | Bahia            | 4                |  |  | 2A         | Bahia (dtr) | 0 (4)      |       |   |        |             |        |        |        |  |
|  | 3A               | CRB              | 0                |  |  |            |             |            |       |   | 2A     | Bahia (dtr) | 0      | 2      | 2 (4)  |  |
|  | 1A               | Ceará            | 3                |  |  |            |             | 1A         | Ceará | 1 | 1      | 2 (2)       |        |        |        |  |
|  | 4A               | Sampaio Corrêa   | 0                |  |  | 1A         | Ceará       | 2          |       |   |        |             |        |        |        |  |
|  | 2B               | Vitória          | 2                |  |  | 2B         | Vitória     | 0          |       |   |        |             |        |        |        |  |
|  | 3B               | Altos            | 1                |  |  |            |             |            |       |   |        |             |        |        |        |  |